# TIBCO软件公司
TIBCO软件公司（TIBCO Software Inc）是一家为能源，制造，零售，健康护理和金融服务产业的公司开发集成軟件的全球公司。其总部位于加利福尼亞州帕羅奧圖，在北美，欧洲，亚洲，中东，非洲和南美洲都有办公室。 公司的主要商业竞争对手是IBM, 甲骨文公司和SAP公司。
此外，TIBCO还提供面向消息的中间件产品Rendezvous和SmartSockets（来自所并购的Talarian公司）。 
2007年，通过收购Spotfire公司，TIBCO进入分析和下一代商业智能市场。，2009年，通过收购DataSynapse公司，TIBCO进入网格计算和云计算市场。 2010年3月25日，TIBCO宣布已经收购Netrics公司，一家私有企业数据匹配软件产品提供商。交易的细节没有披露。.2010年6月24日，Tibco宣布收购以大约2300万美元收购'Proginet'公司。

## 起源
TIBCO公司是Teknekron软件系统公司的间接继任者。Teknekron成立于1983年， 开发一种被称为The Information Bus (TIB)的软件，该软件被使用在一个处理股票价格的重要软件中。1994年，Teknekron被路透社收购，但在1996年被分离出来成为一个独立的公司，根据TIB产品将其命名为Tibco。  1997年1月，Tibco软件公司作为一个独立实体成立了，开发和营销金融服务领域以外的企业应用集成软件。 路透社保留了Tibco Finance来开发和营销金融服务领域的软件解决方案。1999年7月，Tibco在纳斯达克证券市场上市，证券代码为TIBX。